# Pronous pance
Pronous pance là một loài nhện trong họ Araneidae.
Loài này thuộc chi Pronous. Pronous pance được Herbert Walter Levi miêu tả năm 1995.